# Jestem
Jestem (trad. "existo") es una película polaca de 2005 de la directora Dorota Kedzierzawska, con música de Michael Nyman (El piano, 1993).

## Contenido
La película trata de ahondar en la necesidad de las relaciones afectivas y de amistad para toda persona. Kundel es un niño de 11 años que escapa de un orfanato en busca de su madre. Regresa a su ciudad natal, donde no tiene aceptación por los pandilleros de la calle que le apodan "chucho" y le persiguen. Su madre alcohólica no es capaz de retenerlo, ni tampoco parece interesarse demasiado por su suerte. Kundel se refugia en una barcaza abandonada y trata de sobrevivir recogiendo chatarra. 
Un día, aparece en la barca Kuleczka, una niña procedente de una casa acomodada de los alrededores, ingenua y risueña, cuya compañía ayudará a Kundel a dar sentido a su existencia.

## Trasfondo
A finales de verano de 2001, un adolescente escapó de un orfanato y pasó seis meses viviendo solo en un cuartel cerca de una urbanización de Lodz. La gente del pueblo conocía al "inquilino salvaje", pero a ninguno de ellos se le ocurrió interesarse por él. A nadie le sorprendió su presencia, que no resultaba especialmente molesta. Finalmente, en febrero del año siguiente, la policía detuvo al joven. Dorota Kędzierzawska se inspiró en la noticia que sobre este hecho apareció en prensa, cambiando el escenario principal, y al protagonista por un niño de nueve años que una vez conoció por casualidad en el centro de Lodz.

## Premios
La película fue galardonada en el 30.º Festival de Cine Polaco de Gdynia (2005) con el Premio del Público y los premios de Mejor Fotografía (Artur Reinhart), Mejor Música (Michael Nyman) y Mejor Sonido (Bartek Putkiewicz). La película también ganó los premios del Jurado del 29.º Festival de Berlín de 2006 y el segundo lugar en la sección Free to Fly en el 36.º Festival de Cine de Giffoni de Italia.